# Тинтиннабулум (Древний Рим)

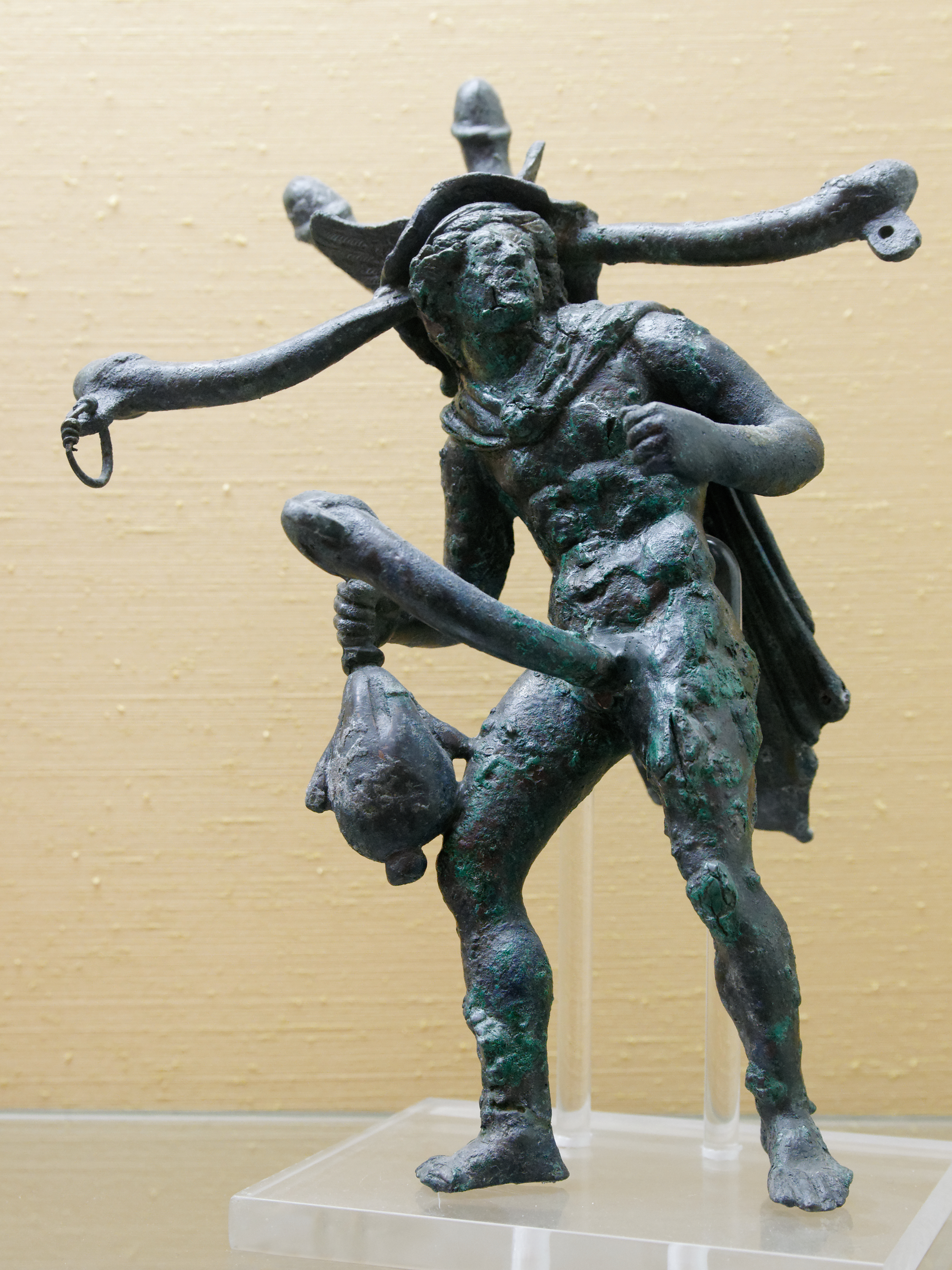
Бронзовый полифаллический тинтиннабулум Меркурия из Помпеи: недостающие колокольчики прикреплялись к каждой оконечности (Национальный археологический музей Неаполя)

В Древнем Риме тинтиннабулум (иногда тинтиннум) — музыкальная подвеска или колокольчики. Тинтиннабулум часто имел форму бронзовой фаллической фигуры или фасцинуса (магическо-религиозного фаллоса, оберегающего от дурного глаза и приносящего удачу, процветание).
Тинтиннабулум висел на открытом воздухе в таких местах, как сады, портики, дома и магазины, где при помощи ветра он издавал звуки. Считалось, что звуки колокольчиков ограждают от злых духов; сродни роли колокольчика в апотропическом ритуале «колокол, книга и свеча» в ранней Католической церкви.
Наручные колокольчики были найдены в святилищах, что указывает на их религиозное использование, они также были использованы в Храме Юпитера Громовержца на Капитолийском холме. Бубенчики вешали на шею домашним животным, таким как лошади и овцы, чтобы отслеживать их по звуку, но, возможно, и для апотропических целей.